# Nattayot Phonyiam
Nattayot Phonyiam (thailändisch ณัฏฐยศ พลเยี่ยม, * 17. April 1997 in Chanthaburi), auch als Gotty bekannt, ist ein thailändischer Fußballspieler.

## Karriere
Nattayot Phonyiam spielte bis 2017 in der B-Mannschaft des Erstligisten Chonburi FC in Chonburi. Die Mannschaft spielte in der vierten Liga, der Thai League 4, in der Eastern-Region. 2017 wurde er zweimal in der Profimannschaft der Blue Sharks eingesetzt. Die erste Mannschaft spielte in der ersten Liga, der Thai League. 2019 wurde er an den Phuket City FC nach Phuket ausgeliehen. Mit dem Club spielte er 25 mal in der dritten Liga, der Thai League 3. 2020 kehrte er nach der Ausleihe nach Chonburi zurück. Anfang 2021 wechselte er auf Leihbasis zum Ligakonkurrenten Rayong FC nach Rayong. Am Ende der Saison musste er mit Rayong in die zweite Liga absteigen. Direkt im Anschluss wurde er zu Beginn der Saison 2021/22 an den Zweitligaaufsteiger Muangkan United FC ausgeliehen. Für den Verein aus Kanchanaburi stand er zwölfmal in der Hinrunde auf dem Spielfeld. Zur Rückrunde 2021/22 wechselte er ebenfalls auf Leihbasis zum Zweitligisten Phrae United FC. Für den Verein aus Phrae stand er 13-mal in der zweiten Liga auf dem Spielfeld. Nach der Ausleihe kehrte er Ende Mai nach Chonburi zurück. Nach Vertragsende in Chonburi unterschrieb er zu Beginn der Saison 2022/23 einen Vertrag beim Erstligaaufsteiger Lampang FC. Nach einer Saison Erstklassigkeit musste er mit Lampang am Ende der Saison als Tabellenletzter wieder den Weg in die zweite Liga antreten. Für den Verein aus Lampang bestritt er 13 Ligaspiele. Nach dem Abstieg verließ er den Verein und schloss sich im Sommer 2023 dem Zweitligisten Chiangmai FC an. Am Ende der Saison 2023/24 belegte er mit dem Klub den vierten Tabellenplatz und qualifizierte sich somit für die Aufstiegsspiele zur ersten Liga. Hier konnte man sich jedoch nicht durchsetzen. Nach einer Spielzeit, in der er 24 Ligaspiele bestritt, wechselte er im Juni 2024 zum Erstligisten Uthai Thani FC. Nach einer Spielzeit, in der er ein Ligaspiel bestritt, wurde sein Vertrag im Sommer 2025 nicht verlängert. Im Juli 2025 verpflichtete ihn der Zweitligist Police Tero FC.